# Fumiya Hayakawa
Fumiya Hayakawa (født 12. januar 1994) er en japansk fodboldspiller.
Han har spillet for flere forskellige klubber i sin karriere, herunder Albirex Niigata.